# 3-Hydroxybutanal
Le 3-hydroxybutanal, aussi appelé acétaldol voire simplement aldol est un composé organique de la famille des aldols dont il fut le premier membre identifié en 1872. Sa structure est constituée d'un squelette de n-butane, porteur d'une fonction aldéhyde, et d'un groupe hydroxyle en position 3 (ou β).

## Historique
Le 3-hydroxybutanal fut identifié de façon indépendante en 1872 par les chimistes Charles Adolphe Wurtz et Alexandre Borodine, qui découvrent ce sous-produit de réaction d'acétaldéhyde, avec des propriétés similaires à celles d'un alcool.

## Synthèse
Un racémique de 3-hydroxybutanal est obtenu par aldolisation (condensation aldolique) de deux molécules d'acétaldéhyde en présence d'une base telle que l'hydroxyde de sodium

## Réactivité
Le 3-hydroxybutanal peut subir une réaction de déshydratation appelée crotonisation pour former le crotonaldéhyde.

## Stéréochimie
L'atome de carbone C3 qui est celui qui porte la fonction hydroxyle est chiral. Le 3-hydroxybutanal se présente donc sous la forme d'une paire d'énantiomères :
- (3R)-3-hydroxybutanal de numéro CAS 117706-97-5
- (3S)-3-hydroxybutanal de numéro CAS 117706-98-6